# Festival du film de Virginie
Le Festival du film de Virginie (Virginia Film Festival) est un festival de cinéma organisé par le College and Graduate School of Arts & Sciences de l'Université de Virginie à Charlottesville, dans l'État de Virginie. Créé en 1988, il se déroule chaque année entre fin octobre et début novembre. Initialement appelé Festival du film américain de Virginie (Virginia Festival of American Film), il a changé de nom en 1996 en s'ouvrant aux films étrangers.